# Severo (magister equitum)
Severo (en latín, Severus) (fl. 357 – 358) fue un militar romano. Ocupó el cargo de magister equitum per Gallias entre los años 357 y 358 subordinado al césar Juliano.

## Carrera militar
No se conoce su lugar de nacimiento ni su carrera dentro del ejército antes de su nombramiento como comandante del ejército móvil en la Galia. Por el poco tiempo transcurrido desde la finalización de la guerra civil romana de 350-353 entre Constancio II y Magnencio se puede estimar como probable que formase parte del ejército oriental con el que el primero llegó a la Galia para enfrentarse y derrotar al segundo.

Disposición de combate en la batalla de Estrasburgo. Severo comandó la infantería en el flanco izquierdo del ejército romano.

Ascendió a ese puesto como consecuencia de la mala relación existente entre Juliano y sus generales durante la primera campaña que realizó el césar durante 356 y 357 y que llevó a que el augusto Constancio apartase a aquellos y los sustituyese por Severo. Consciente del motivo por el que había sido nombrado, procuró tener una relación más fluida con el césar y no le dio motivos de queja.
Participó en la siguiente campaña de la guerra contra francos y alamanes que se llevó a cabo entre 357 y 358 y comandó la infantería en el flanco izquierdo del ejército romano durante la batalla de Estrasburgo. Tras esta sonada victoria, continuó junto a Juliano en los posteriores enfrentamientos contra los alamanes y francos que permitieron acabar con éxito esa campaña. Para la siguiente, fue sustituido por Lupicino y no se vuelven a tener noticias suyas.